# Nikandros Stylianou
Nikandros Stylianou (* 22. August 1989 in Limassol) ist ein zyprischer Stabhochspringer, der gelegentlich auch im 110-Meter-Hürdenlauf antritt.

## Sportliche Laufbahn
Erste internationale Erfahrungen sammelte Nikandros Stylianou bei den Junioreneuropameisterschaften 2007 in Hengelo, bei denen er im Finale ohne eine gültige Höhe ausschied. Anschließend gewann er bei den Spielen der kleinen Staaten Europas (GSSE) in Fontvieille mit 4,70 m die Bronzemedaille. 2008 nahm er an den Juniorenweltmeisterschaften im polnischen Bydgoszcz teil und schied dort mit 4,90 m in der Qualifikation aus. 2009 gewann er bei den GSSE in Nikosia mit 4,80 m die Goldmedaille. 2010 nahm Stylianou erstmals an den Commonwealth Games in Neu-Delhi teil und belegte dort mit 5,25 m den fünften Platz. 2011 gewann er bei den GSSE in Schaan mit 5,00 m erneut die Goldmedaille, schied aber bei den U23-Europameisterschaften in Ostrava mit 4,95 m in der Qualifikation aus. Daraufhin erfolgte die Teilnahme an der Sommer-Universiade in Shenzhen, bei der er mit 5,35 m Rang fünf belegte.
2012 qualifizierte er sich für die Europameisterschaften in Helsinki und schied dort ohne eine gültige Höhe in der Qualifikation aus. 2013 schied er bei den Halleneuropameisterschaften in Göteborg mit 5,40 m ebenfalls in der Qualifikation aus. Anschließend gewann er bei den GSSE in Luxemburg zum dritten Mal Gold und überquerte bei den Mittelmeerspielen in Mersin keine Höhe. 2014 belegte er bei den Commonwealth Games in Glasgow mit 5,35 m erneut den fünften Platz und überquerte bei den Europameisterschaften in Zürich ein weiteres Mal keine Höhe. 2015 gewann er bei den GSSE in Reykjavík mit 5,15 m sein viertes Gold. 
2017 gewann er bei den GSSE in Serravalle Gold im Stabhochsprung, wie auch im 110-Meter-Hürdenlauf, in seinem ersten offiziellen Rennen überhaupt. 2018 belegte er bei den Commonwealth Games im australischen Gold Coast mit 5,35 s den siebten Platz. Anschließend gelang ihm bei den Balkan-Meisterschaften in Stara Sagora kein gültiger Versuch und schied dann bei den Europameisterschaften in Berlin mit 5,36 m in der Qualifikationsrunde aus. 2019 siegte er bei den GSSE in Bar mit 5,40 m zum sechsten Mal im Stabhochsprung und im Jahr darauf gewann er bei den Balkan-Hallenmeisterschaften in Istanbul mit 5,35 m die Bronzemedaille. 2021 wurde er bei den Balkan-Meisterschaften in Smederevo mit 5,10 m Siebter und im Jahr darauf gelangte er bei den Balkan-Meisterschaften in Craiova mit 5,10 m Rang sechs, ehe er bei den Mittelmeerspielen in Oran mit 5,30 m Achter wurde. Im August belegte er bei den Commonwealth Games in Birmingham mit 5,25 m den vierten Platz.
In den Jahren 2010 und 2011 sowie von 2016 bis 2019 und 2021 wurde Stylianou zyprischer Meister im Stabhochsprung.

## Persönliche Bestzeiten
- Stabhochsprung: 5,55 m, 1. Juni 2017 in Serravalle
  - Stabhochsprung (Halle): 5,61 m, 25. Februar 2017 in Belgrad (zypriotischer Rekord)
- 110 m Hürden: 15,93 s (+1,0 m/s), 3. Juni 2017 in Serravalle